# Ashley Cole
Ashley Cole (London, 1980. december 20.) barbadosi származású angol visszavonult labdarúgó
2013. február 6-án a Brazília elleni barátságos válogatott mérkőzésen századik alkalommal ölthette magára hazája szerelését. Ő az angol válogatott legtöbbszörös színes bőrű válogatott játékosa, valamint a legtöbb válogatottsággal rendelkezdő szélsőhátvéd.

## Pályafutása

### Arsenal
Ashley tinédzserként kezdte a pályafutását a helyi klubnál, gyerekkori kedvencénél, az Arsenal-nél. 1999. november 30-án a Middlesbrough ellen, 18 évesen debütált csatárként, büntetőkkel 1–3-mal estek ki, miután a Ligakupa-mérkőzés hosszabbítás után 2–2-re végződött. 2000. február 25-én írta alá első profi szerződését. A Premier League-ben 2000. május 14-én a Newcastle ellen debütált. Mielőtt teljesen betört volna az Arsenalba, az 1999–2000-es szezon egy részét a Crystal Palacenál töltötte, ott 14 bajnokin játszott, egyetlen gólját a Blackburn Rovers elleni távoli emelésből szerezte. Cole szerencsés módon, az Arsenal kezdő-balhátvédje, Sylvinho sérülése után tört be, a 2000–01-es szezon első felében az angol vált kezdővé. A brazil visszatérése után is első számú választás maradt.
Az Arsenal-lal kétszer nyerte meg a bajnokságot (2002-ben és 2004-ben), és háromszor az FA-kupát (2002-ben, 2003-ban és 2005-ben, az utóbbi döntőjének tizenegyespárbajában belőtte saját büntetőjét). Habár a 2005–06-os szezon nagy részében sérült volt, az FC Barcelona ellen elvezstett Bajnokok Ligája-döntőn pályára lépett. Összesen 228-szor játszott a csapatban, 9 gólt lőtt.
Cole 2004–05-ös szezonja nagyon jól sikerült. Stabil balhátvéd volt a válogatottban és az Arsenalban is, habár Gaël Clichy is helyet követelt volna magának. Cole szezonbeli első gólját a hetedik fordulóban rendezett, idegenbeli Manchester City elleni találkozón lőtte, az volt a meccs egyetlen gólja. Második találatát az Aston Villa 3–1-es idegenbeli legyőzése alkalmával szerezte, már a 26. percben meglőtte az Ágyúsok 3. gólját.

#### Átigazolási problémák
2005-ben Cole kapcsolatba lépett a rivális Chelsea-vel egy lehetséges átigazolás miatt, anélkül, hogy erről értesítette volna az Arsenalt. 2005. június 2-án a Premier League 100 000 fontra büntette, amiért 2005. januárban egy hotelben találkozott a Chelsea menedzserével, José Mourinho-val, a Chelsea vezérigazgatójával, Peter Kenyon-nal, és az ügynökével, Jonathan Barnett-tel.
2005 augusztusában csökkentették a büntetést 75 000 fontra. A Chelsea-t 300 000 fontra, Mourinho-t pedig 200 000 fontra bírságolták meg, de ezeket is csökkentették fellebbezés során 75 000-re. Barnett felhatalmazását felfüggesztették 18 hónapra, és 100 000 fontnyi bírságot kapott.
Cole 1 éves hosszabbítást írt alá a szerződéséhez 2005. július 18-án, de egy évvel később nagy keserűséggel hagyta ott a klubot. 2006. július 16-án nyilvános verbális támadásba kezdett; a The Sun nevű lapban önéletrajzának részeit hozta nyilvánosságra; elmondta, hogy a klub "bűnbakként" kezelte. Cole szándékosan nem ment el az Arsenal 2006-2007-es csapatfényképezésére, ezzel is jelezve, hogy Chelsea játékos lesz.
Július 28-án az Arsenal alelnöke, David Dein megerősítette, hogy az Arsenal és a Chelsea "békés beszélgetéseket" folytattak a játékosról.
Cole 2006. augusztus 31-én írt alá a Chelsea-hez 5 millió fontért.

### Chelsea

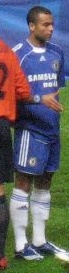
Chelsea mezben

Cole a 3-as számú mezt kapta a Chelsea-ben. Első meccsét a Charlton Athletic ellen játszotta 2006. szeptember 9-én, Wayne Bridge cseréjeként beállva.
2007. január 31-én komoly térdsérülést szenvedett a Blackburn Rovers elleni, 3-0-ra megnyert mérkőzésen, a Stamford Bridge-en. A 2006-2007-es szezon végére épült csak fel, és 12 percet játszhatott a 2007-es FA kupa döntőjében a Manchester United ellen az új Wembley stadionban.
Első gólját 2008. március 1-jén szerezte a West Ham United ellen. Az övé volt a Chelsea 4–0-s győzelmének negyedik gólja.
Később, a 2008-09-es Premier League szezonban egyetlen gólt lőtt, a zárófordulóban a Sunderland elleni harmadik találatot jegyezte, ahol a Chelsea 3-2-re nyert, és 3. lett a bajnokságban.

### Válogatott
Cole az angol válogatott védője, játszott az utánpótlás válogatottban (U21) és a felnőtteknél egyaránt. 4 meccsen szerepelt az U21-es válogatottban, és egy gólt szerzett.
A felnőtt válogatottban  2001. március 28-án, Albánia ellen mutatkozott be. Játszott a 2002-es és a 2006-os világbajnokságon, valamint a 2004-es Európa-bajnokságon is.
107 válogatott mérkőzésen szerepelt, de egy gólt sem lőtt.

### Visszavonulás
2019. augusztus 18-án bejelentette, hogy végleg felhagy a profi labdarúgással.
| „             | Hosszas gondolkodás és mérlegelés után nyilvánvalóvá vált, hogy itt az idő szögre akasztani a cipőt. | ” |
| – Ashley Cole | |   |

## Sikerei, díjai

### Arsenal
- Angol bajnok: 2001–02, 2003–04
- FA-kupa-győztes: 2002, 2003, 2005
- FA Community Shield-győztes: 2002
- UEFA Bajnokok Ligája ezüstérmes: 2006

### Chelsea
- Angol bajnok: 2009-10
- FA-kupa-győztes: 2007, 2009, 2010,  2012
- FA Community Shield-győztes: 2009
- Bajnokok Ligája ezüstérmes: 2008
- Bajnokok Ligája győztes: 2012
- Európa-liga győztes: 2013

### Egyéni
- Premier League Hírességek Csarnoka: 2024

## Statisztika
| Csapat                   | Szezon  | Bajnokság | Bajnokság | Kupa    | Kupa  | UEFA    | UEFA  | Összesen | Összesen |
| Csapat                   | Szezon  | Meccsek   | Gólok     | Meccsek | Gólok | Meccsek | Gólok | Meccsek  | Gólok    |
| ------------------------ | ------- | --------- | --------- | ------- | ----- | ------- | ----- | -------- | -------- |
| Crystal Palace (kölcsön) | 1999-00 | 14        | 1         | 0       | 0     | -       | -     | 14       | 1        |
| Össz.                    |         | 14        | 1         | 0       | 0     | -       | -     | 14       | 1        |
| Arsenal                  | 1999-00 | 1         | 0         | 1       | 0     | 0       | 0     | 2        | 0        |
| Arsenal                  | 2000-01 | 17        | 3         | 7       | 0     | 0       | 0     | 24       | 3        |
| Arsenal                  | 2001-02 | 29        | 2         | 4       | 0     | 7       | 0     | 40       | 2        |
| Arsenal                  | 2002-03 | 31        | 1         | 4       | 0     | 9       | 0     | 44       | 1        |
| Arsenal                  | 2003-04 | 33        | 0         | 6       | 0     | 9       | 1     | 47       | 1        |
| Arsenal                  | 2004-05 | 35        | 2         | 4       | 0     | 8       | 0     | 47       | 2        |
| Arsenal                  | 2005-06 | 11        | 0         | 1       | 0     | 3       | 0     | 15       | 0        |
| Össz.                    |         | 157       | 8         | 27      | 0     | 36      | 1     | 219      | 9        |
| Chelsea                  | 2006-07 | 23        | 0         | 8       | 0     | 9       | 0     | 40       | 0        |
| Chelsea                  | 2007-08 | 23        | 1         | 3       | 0     | 5       | 0     | 31       | 1        |
| Össz.                    |         | 43        | 1         | 11      | 0     | 14      | 0     | 71       | 1        |
| Összesen                 |         | 214       | 10        | 38      | 0     | 50      | 1     | 304      | 11       |

Frissítve: 2008. március 23.

## Magánélete
2004 szeptemberében ismerkedett meg a brit Girls Aloud együttes énekesével, Cheryl Tweedy-vel; 2006. július 15-én házasodtak össze a Hertfordshire-i Wrotham Park-ban. 2008 januárjában a pár majdnem szétköltözött, miután Cole-t hírbe hozták három másik nővel. Cole akkor tagadta a gyanúsítgatásokat és a pár együtt maradt. 2010. február 23-án viszont valóban különváltak, miután a megcsalásról szóló hírek igaznak bizonyultak. 2010 májusban jelentették be, hogy elválnak.

## Fordítás
- Ez a szócikk részben vagy egészben  az   Ashley Cole című angol Wikipédia-szócikk ezen változatának fordításán alapul.  Az eredeti cikk szerkesztőit annak laptörténete sorolja fel. Ez a jelzés csupán a megfogalmazás eredetét és a szerzői jogokat jelzi, nem szolgál a cikkben szereplő információk forrásmegjelöléseként.